# Plaza de Ana Frank (Barcelona)
La plaza de Ana Frank  (en catalán: plaça d'Anna Frank) se encuentra en la ciudad de Barcelona, en el barrio Villa de Gracia del distrito de Gracia, entre la Travesía de San Antonio y la Calle de Jaén, muy cerca de la estación de metro de Fontana, se inauguró el mes de febrero de 1998, siendo un espacio de nueva creación, y fue objeto de una ligera remodelación en 2009. El año 2001, se instaló una estatua, realizada por Sara Pons Arnal, en honor a Anne Frank. Las especies de vegetación plantadas son el árbol botella (Brachychiton populneus) y la hiedra (Hedera helix).

## Historia

### Antecedentes y contexto
En un principio, la iniciativa de dedicar un espacio público de Barcelona a la figura histórica de Anne Frank tiene el origen en la asociación barcelonesa, Plataforma Cívica pel Carrer Anna Frank, creada a principios del mes de mayo de 1995, en que proponían que el tramo de la calle de Séneca, entre la calle de la Riera de San Miguel y la Vía Augusta, donde se encontraba ubicada la Librería Europa, establecimiento dedicado a la venta de publicaciones de enaltecimiento y defensa del fascismo, la extrema derecha y el nazismo, fuera modificado por el de Anne Frank, como símbolo de las víctimas del holocausto.
La plataforma estuvo recogiendo firmas a favor de la iniciativa, obteniendo el apoyo de hasta 72 asociaciones ciudadanas (entre ellas: SOS Racismo, Asociación de Vecinos de Gracia o Amical de Mauthausen) que, posteriormente, entregaron al Ayuntamiento de Barcelona, más concretamente al Consejo municipal del distrito de Gracia para que realizara los trámites necesarios. Si bien la propuesta tuvo el apoyo de todos los partidos políticos con representación en el consistorio, con especial significación de la concejala por ERC y Tinenta de alcalde, Pilar Rahola, no llegó a realizarse en el emplazamiento indicado.

### Aprobación e inauguración del espacio público

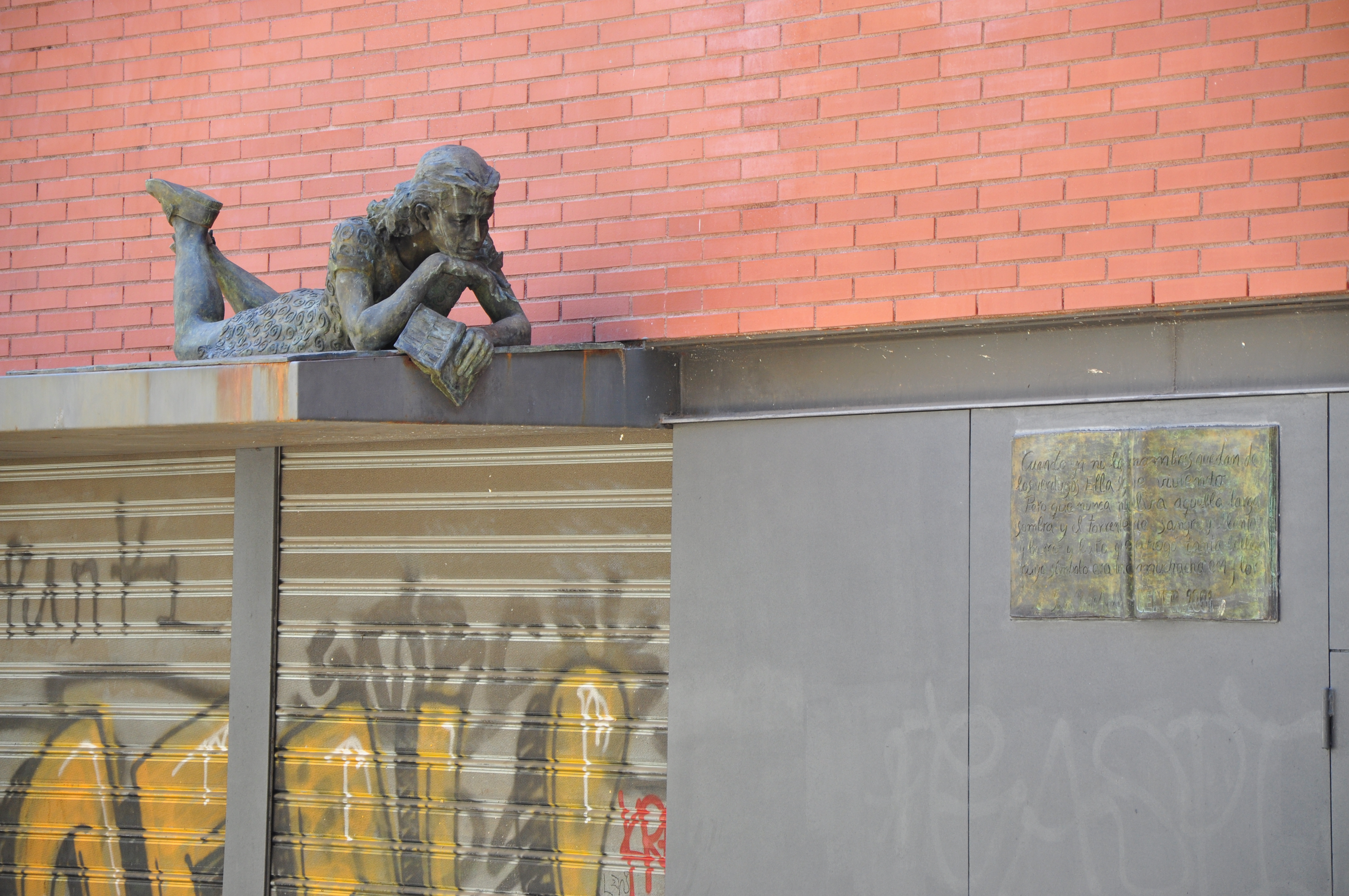
Vista de la estatua

Finalmente, el Ayuntamiento de Barcelona le dedicó, el 4 de abril de 1997, un espacio público en el barrio Villa de Gracia a la figura de Anne Frank, la Plaza de Anna Frank. Este lugar, de nueva creación, inaugurado por el alcalde Joan Clos, el 13 de febrero de 1998, e ideado por el arquitecto Ignasi Sanfeliu, permitió la comunicación, hasta el momento inexistente, entre la Travesía de San Antonio y la Calle de Jaén. La situación escogida, si bien era próxima a la que había propuesto la Plataforma Cívica pel Carrer Anna Frank, no era la misma.

### Reformas
El año 2001, en una de las paredes medianeras que dan en la plaza, a media altura, se sobrepuso un mural de cerámica dedicado a Anne Frank realizado por alumnas de la Escuela Massana. Lamentablemente, la construcción  del nuevo edificio del Centro Artesano Tradicionarius (CAT), en 2008, coincidiendo con aquel emplazamiento, supuso la pérdida del mismo.
El 5 de abril de 2009 se inauguró de nuevo la plaza después de haber sido objeto de una pequeña remodelación que comportó la reducción del espacio disponible en una decena de metros cuadrados, a la vez que lo hacía el nuevo Centro Artesano Tradicionarius (CAT), encima de su voladizo de entrada se trasladó la estatua de Anne Frank, orientada hacia la Travesía de San Antonio, hasta el momento lo estaba hacia la calle de Asturias. Se optó por el hormigón coloreado para el pavimento.

## Monolito
Desde sus inicios, en 1998, preside, la entrada a la plaza por la Travesía de San Antonio, un monolito de acero corten (190 x 198 x 135 cm.) con la transcripción de uno de los pasajes del diario personal de Anne Frank, del 15 de julio de 1944, tres semanas antes de ser capturada, conjuntamente con su familia y unos amigos, por las fuerzas del nazismo, el 4 de agosto de 1944, para ser deportados a campos de concentración. Las inscripciones, por el delante son en catalán y por detrás en castellano, siendo las siguientes:

PL. ANNA FRANK 1929 -1945 

Veo como el mundo se va convirtiendo poco a poco en un desierto/ oigo cada vez más fuerte el trueno que se avecina y que nos matará/ comparto el dolor de millones de personas, y sin embargo, cuando me pongo a mirar el cielo, pienso/ que todo cambiará para bien, que esta crueldad también acabará.
Reposición del monlito por acto vandálico. Ajuntament de Barcelona / Districte de Gràcia / Renovación de la plaza de Ana Frank / Inaugurada por el Excelentísimo Alcalde de Barcelona Sr. Joan Clos.
(El texto también está presente en catalán.)

El actual  es una reposición, dado que el original quedó irrecuperable después de sufrir un acto vandálico por parte de la extrema derecha, conducta repetida, lamentablemente, hacia a monumentos y reconocimientos erigidos en nombre de Anne Frank, en todo Europa y el resto del mundo.

## Estatua
Además, en 2001, aprovechando una remodelación de la plaza, se colocó una estatua de bronce en honor a Anne Frank, obra de Sara Pons Arnal. Situada encima mismo del pequeño voladizo de la entrada del Centro Artesano Tradicionarius (CAT), Anne Frank queda representada en posición estirada boca abajo y sosteniendo abierto, con la mano izquierda, su reconocido diario personal con mirada reflexiva. En la misma fachada, a una distancia próxima pero inferior, como elemento del mismo conjunto, hay dos páginas, también de bronce, que recogen, en castellano, las siguientes palabras, como reflexión y reconocimiento de la autora de la estatua, Sara Pons:

Cuando ya ni los nombres quedan de los verdugos. Ella sigue viviendo.

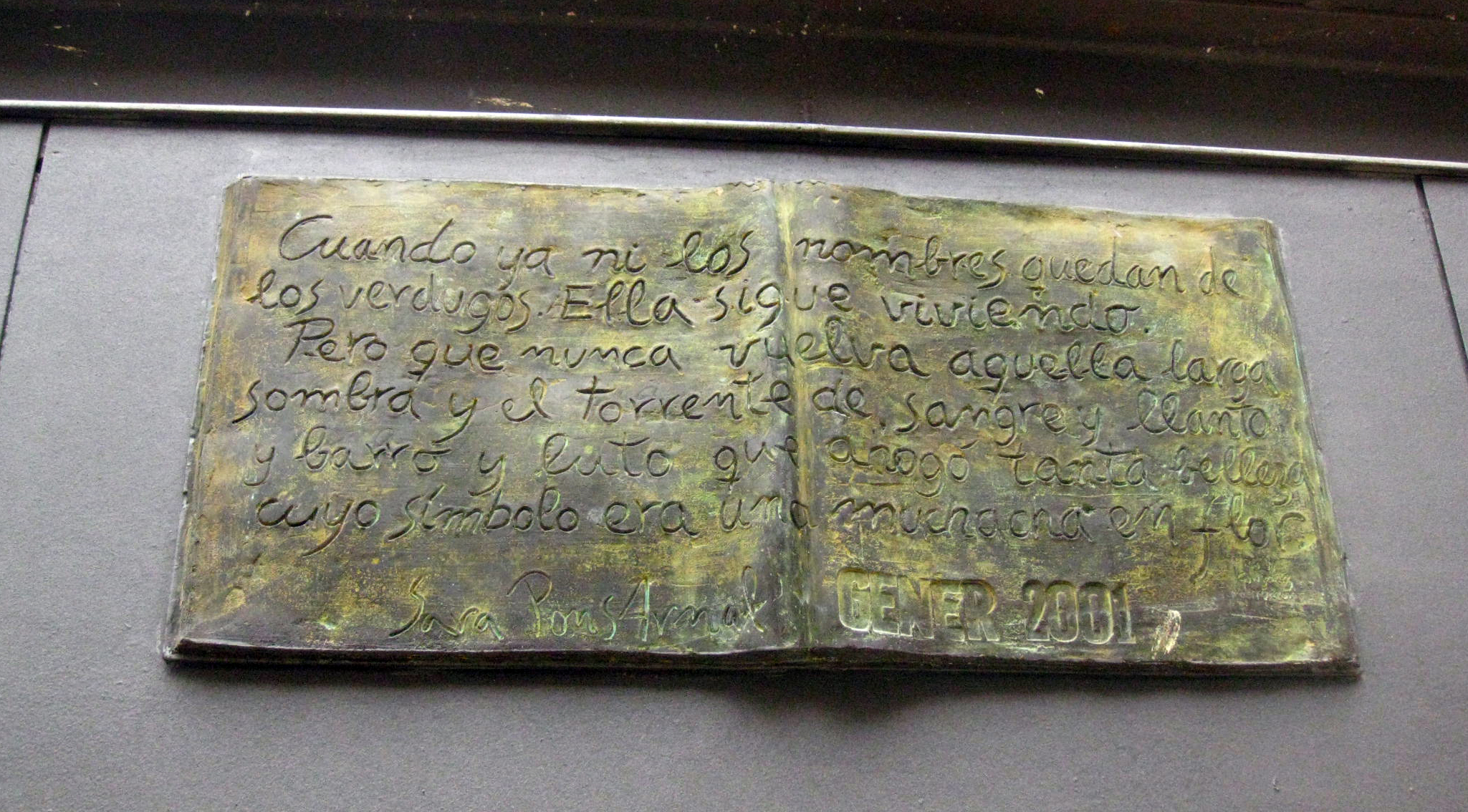
Elemento en forma de diario abierto de la estatua a Anne Frank, con palabras de reconocimiento de Sara Pons

Pero que nunca vuelva aquella larga sombra y el torrente de sangre y llanto y barro y luto que ahogó tanta belleza, cuyo símbolo era una muchacha en flor.
Sara Pons Arnal - Gener (Enero) 2001

## Pavimento de la calle de Séneca
Por otro lado, en 2001, el Ayuntamiento de Barcelona acabó recogiendo el espíritu inicial de la propuesta de la  Plataforma Cívica pel Carrer Anna Frank en el momento de reurbanizar la calle de Séneca. Se optó para hacer el vial de plataforma única y reservado a peatones, incorporando elementos de arte público de acero corten y baldosas encastadas en el pavimento en recuerdo a Anne Frank y, por extensión, a las víctimas del nazismo y del fascismo.